# Xã đặc quyền Delta, Michigan
Xã Delta (tiếng Anh: Delta Township) là một xã thuộc quận Eaton, tiểu bang Michigan, Hoa Kỳ. Năm 2010, dân số của xã này là 32.408 người.